# Beraba grammica
Beraba grammica là một loài bọ cánh cứng trong họ Cerambycidae.